# Eerste klasse 1935-36 (voetbal België)
Het seizoen 1935/36 van de Belgische Eerste Klasse begon in de zomer van 1935 en eindigde in de lente van 1936. De competitie telde 14 clubs. Daring Club de Bruxelles haalde na 15 jaar nog eens de landstitel binnen, de vierde uit zijn geschiedenis.

## Gepromoveerde teams
Deze teams waren gepromoveerd uit de Tweede Klasse voor de start van het seizoen:
- RFC Brugeois (kampioen in Eerste Afdeeling A)
- RSC Anderlechtois (kampioen in Eerste Afdeeling B)

## Degraderende teams
Deze teams degradeerden naar Tweede Klasse op het eind van het seizoen:
- RCS Brugeois
- R. Berchem Sport

## Eindstand
|   |    |                             | P  | W  | G | V  | +  | -   | DS  | Ptn |
| - | -- | --------------------------- | -- | -- | - | -- | -- | --- | --- | --- |
| K | 1  | Daring Club de Bruxelles SR | 26 | 15 | 7 | 4  | 62 | 37  | 25  | 37  |
|   | 2  | R. Standard Club Liège      | 26 | 16 | 2 | 8  | 67 | 39  | 28  | 34  |
|   | 3  | Union Royale Saint-Gilloise | 26 | 14 | 4 | 8  | 64 | 37  | 27  | 32  |
|   | 4  | R. Antwerp FC               | 26 | 15 | 2 | 9  | 99 | 55  | 44  | 32  |
|   | 5  | K. Liersche SK              | 26 | 14 | 3 | 9  | 47 | 37  | 10  | 31  |
|   | 6  | RFC Malinois                | 26 | 12 | 6 | 8  | 56 | 55  | 1   | 30  |
|   | 7  | R. Beerschot AC             | 26 | 13 | 3 | 10 | 57 | 46  | 11  | 29  |
|   | 8  | RSC Anderlechtois           | 26 | 11 | 5 | 10 | 58 | 51  | 7   | 27  |
|   | 9  | RFC Brugeois                | 26 | 8  | 7 | 11 | 44 | 50  | -6  | 23  |
|   | 10 | KM Lyra                     | 26 | 8  | 5 | 13 | 52 | 73  | -21 | 21  |
|   | 11 | White Star Woluwe AC        | 26 | 8  | 5 | 13 | 47 | 69  | -22 | 21  |
|   | 12 | RC Malines SR               | 26 | 7  | 6 | 13 | 53 | 66  | -13 | 20  |
| D | 13 | RCS Brugeois                | 26 | 7  | 5 | 14 | 34 | 53  | -19 | 19  |
| D | 14 | R. Berchem Sport            | 26 | 2  | 4 | 20 | 32 | 104 | -72 | 8   |

P: wedstrijden gespeeld, W: wedstrijden gewonnen, G: gelijke spelen, V: wedstrijden verloren, +: gescoorde doelpunten, -: doelpunten tegen, DS: doelsaldo, Ptn: totaal punten
K: kampioen, D: degradeert
1895/96 · 1896/97 · 1897/98 · 1898/99 · 1899/00 · 1900/01 · 1901/02 · 1902/03 · 1903/04 · 1904/05 · 1905/06 · 1906/07 · 1907/08 · 1908/09 · 1909/10 · 1910/11 · 1911/12 · 1912/13 · 1913/14 · 1914/15 · 1915/16 · 1916/17 · 1917/18 · 1918/19 · 
1919/20 · 1920/21 · 1921/22 · 1922/23 · 1923/24 · 1924/25 · 1925/26 · 1926/27 · 1927/28 · 1928/29 · 1929/30 · 1930/31 · 1931/32 · 1932/33 · 1933/34 · 1934/35 · 1935/36 · 1936/37 · 1937/38 · 1938/39 · 1939/40 · 1940/41 · 1941/42 · 1942/43 · 1943/44 · 1944/45 · 1945/46 · 1946/47 · 1947/48 · 1948/49 · 1949/50 · 1950/51 · 1951/52 · 1952/53 · 1953/54 · 1954/55 · 1955/56 · 1956/57 · 1957/58 · 1958/59 · 1959/60 · 1960/61 · 1961/62 · 1962/63 · 1963/64 · 1964/65 · 1965/66 · 1966/67 · 1967/68 · 1968/69 · 1969/70 · 1970/71 · 1971/72 · 1972/73 · 1973/74 · 1974/75 · 1975/76 · 1976/77 · 1977/78 · 1978/79 · 1979/80 · 1980/81 · 1981/82 · 1982/83 · 1983/84 · 1984/85 · 1985/86 · 1986/87 · 1987/88 · 1988/89 · 1989/90 · 1990/91 · 1991/92 · 1992/93 · 1993/94 · 1994/95 · 1995/96 · 1996/97 · 1997/98 · 1998/99 · 1999/00 · 2000/01 · 2001/02 · 2002/03 · 2003/04 · 2004/05 · 2005/06 · 2006/07 · 2007/08 · 2008/09 · 2009/10 · 2010/11 · 2011/12 · 2012/13 · 2013/14 · 2014/15 · 2015/16 · 2016/17 · 2017/18 · 2018/19 · 2019/20 · 2020/21· 2021/22 · 2022/23 · 2023/24 · 2024/25